# Hofhegnenberg
Hofhegnenberg ist ein Gemeindeteil von Steindorf im schwäbischen Landkreis Aichach-Friedberg in Bayern. Bekannt ist das Dorf vor allem durch das Schloss Hofhegnenberg.

## Lage
Hofhegnenberg liegt circa einen Kilometer östlich von Steindorf im Tal des Steinbachs und auf dem angrenzenden Westhang des Roßberges. Am östlichen Ortsrand befindet sich das Schloss Hofhegnenberg, auf dem Gipfel des Rossbergs eine zugehörige Kapelle. Gemeindestraßen verbinden den Ort mit Steindorf, dem knapp nördlich gelegenen Hausen und der 2 km nördlich verlaufenden Bundesstraße 2.

## Geschichte
Anfang des 19. Jahrhunderts wurde Hofhegnenberg eine selbständige Gemeinde im Landkreis Fürstenfeldbruck ohne weitere Ortsteile. Im Zuge der kommunalen Neuordnung Bayerns wechselte sie am 1. Juli 1972 in den Landkreis Aichach-Friedberg. Am 1. Mai 1978 wurde sie nach Steindorf eingemeindet.

## Baudenkmäler
- Schloss Hofhegnenberg mit Gutshof
- Stand 2018 sind vier weitere Objekte in der Denkmalliste eingetragen.

## Bodendenkmäler
Siehe: Liste der Bodendenkmäler in Hofhegnenberg